# Фурман Андрій Федорович
Фурман Андрій Федорович (1795 — 8 березня 1835) — декабрист, капітан  Чернігівського піхотного полку, командир 6 мушкетерської роти.

## Біографія
З  дворян  Київської губернії. Батько — запрошений із  Саксонії агроном, надвірний радник, Федір Андрійович Фурман, мати — Софія Любімовна Гільденбант. Виховувався в Гірському кадетському корпусі, а потім у дворянському полку при 2 кадетському корпусі.
Член  Товариства об'єднаних слов'ян з 1825 року, вступив під час знаходження в лагері в Ліщине. Був присутній на нараді у  Андрієвича, на якому дізнався, що мета товариства — введення  республіканського правління, про насильницькі заходи введення республіки не знав. На інших нарадах не був.
Заарештований в с. Гребінки — 5 січня 1826 року, доставлений з Могильова до  Петербурга на головну гауптвахту — 17 лютого; 18 лютого переведений у  Петропавловську фортецю. В 1826 році кілька разів переводився до шпиталю у зв'язку з розладом розуму.
Засуджений за VIII розрядом і по конфірмації 10 липня 1826 року засуджений до заслання на поселення до Сибіру довічно, термін заслання скорочений до 20 років — 22 серпня 1826 року. Відправлений з Петропавлівської фортеці на поселення у м. Кондинськ  Тобольської губернії — 5 березня 1827 року. Помер у Кондинську.
Дружина (цивільна, в Сибіру) — Марія Петрівна Щепкіна, вихованка колезького реєстратора, мали троє дітей. За духовним заповітом Фурман залишив їй все своє майно.